# Le Chic, le Choc, l’Échec
 (décembre 2022).

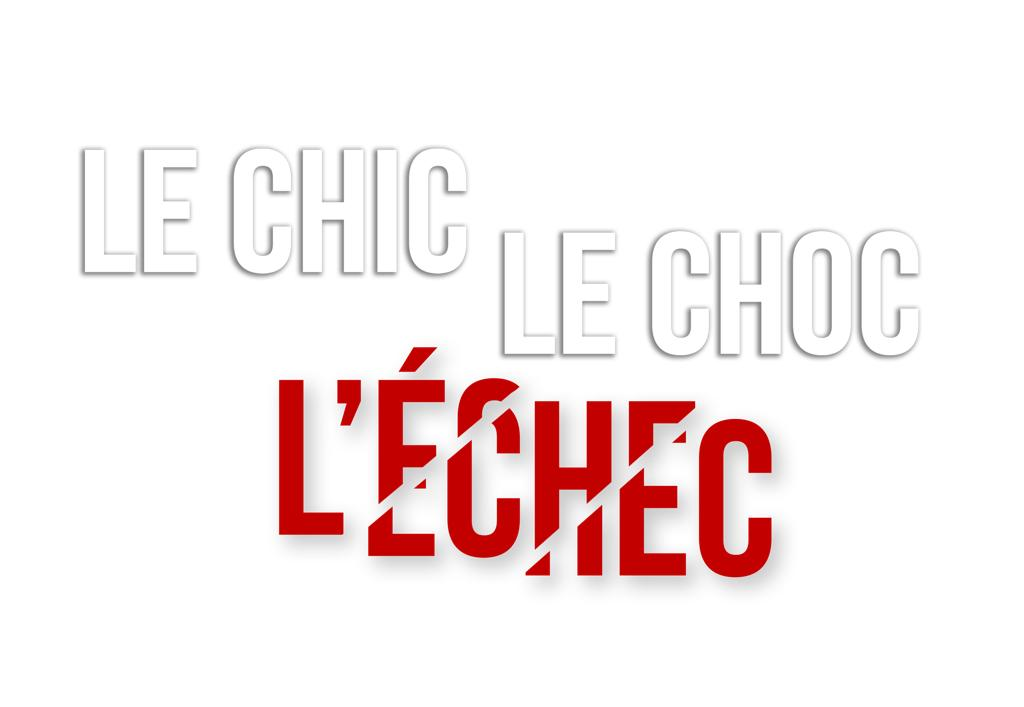
Logo de la série Le Chic, le Choc, l'Échec

Le Chic, le Choc, l'Échec est une série télévisée gabonaise créée par le programme gouvernemental Gabon Égalité, scénarisée par John Franck Ondo et réalisée par Jérémie Tchoua (Tchoua Productions). La série, composée de 10 épisodes allant de 27 à 45 minutes, est diffusée dès le dimanche 1er janvier 2023 sur la chaine nationale gabonaise Gabon Télévision.
L’histoire suit la vie d’une jeune lycéenne, Edwige Koumba, qui voit sa vie bouleversée à la suite du départ à la retraite de son père. Entre famille, école et amour, l’adolescente doit faire face à plusieurs challenges dans la capitale gabonaise.

## Synopsis
L’histoire de la série, située à Libreville (capitale gabonaise), suit trois principales intrigues. La première intrigue raconte l’histoire d’Armand Békalé, Directeur des Ressources Humaines dans une entreprise de la place, qui use de sa position professionnelle pour entretenir des relations avec des jeunes femmes en recherche d’emploi.
La deuxième intrigue suit la vie d’une jeune lycéenne, Edwige Koumba, qui voit sa vie bouleversée à la suite du départ à la retraite de son père. Dans le besoin financièrement et en manque de ressources, elle postule pour un stage dans l’entreprise d’Armand Békalé.
La troisième intrigue suit Huguette, lycéenne dans le même lycée qu’Edwige dont elle cherche à séduire le petit-ami. Au cours des épisodes, on se rend compte que les trois protagonistes ont une histoire commune.

## Distribution
- Hilda Marion : Edwige Koumba
- Darel Nganjoussou : Armand Békalé
- Anouchka Biye Bi Okoue : Huguette
- Jean-Claude Mpaka : Victor Koumba
- Elvire Obame : Natacha Békalé
- Chris Eyogho : Daniel Koumba
- Aisha Yamav : Marlène Antchouet
- Bianca Mabicka : Nadine Benga

## Production
La série est produite par Gabon Égalité et Tchoua Productions, scénarisée par John Franck Ondo, et diffusée en dix épisodes. Elle dénonce la corruption, le harcèlement sexuel en milieux scolaire et professionnel. Elle est considérée comme série-événement par de nombreux médias,,.

## Diffusion
La série est diffusée en avant-première le 27 décembre 2022 et dès le 1er janvier 2023 en exclusivité sur Gabon Télévision, au Gabon, tous les dimanches à 21h et la rediffusion le mercredi à 14h30. Les épisodes sont également diffusés tous les mercredis à 19h sur la chaine YouTube de Gabon Égalité. Le premier épisode Confessions fera 10 000 vues en sept jours et le deuxième épisode, Premier contact, fera 10 000 vues en six jours.

## Épisodes
1. Confessions
2. Premier contact
3. La proposition
4. Tentation
5. Le choc
6. Conséquences
7. Confusion
8. Aveux
9. Mea culpa
10. Rédemption

## Distinctions
La série Le Chic, le Choc, l'Échec est nommée en sélection officielle, dans la catégorie « série télévision », de la 28e édition du FESPACO, qui se tiendra du 25 février au 4 mars 2023 à Ouagadougou (Burkina Faso).